# Mareca sibilatrix

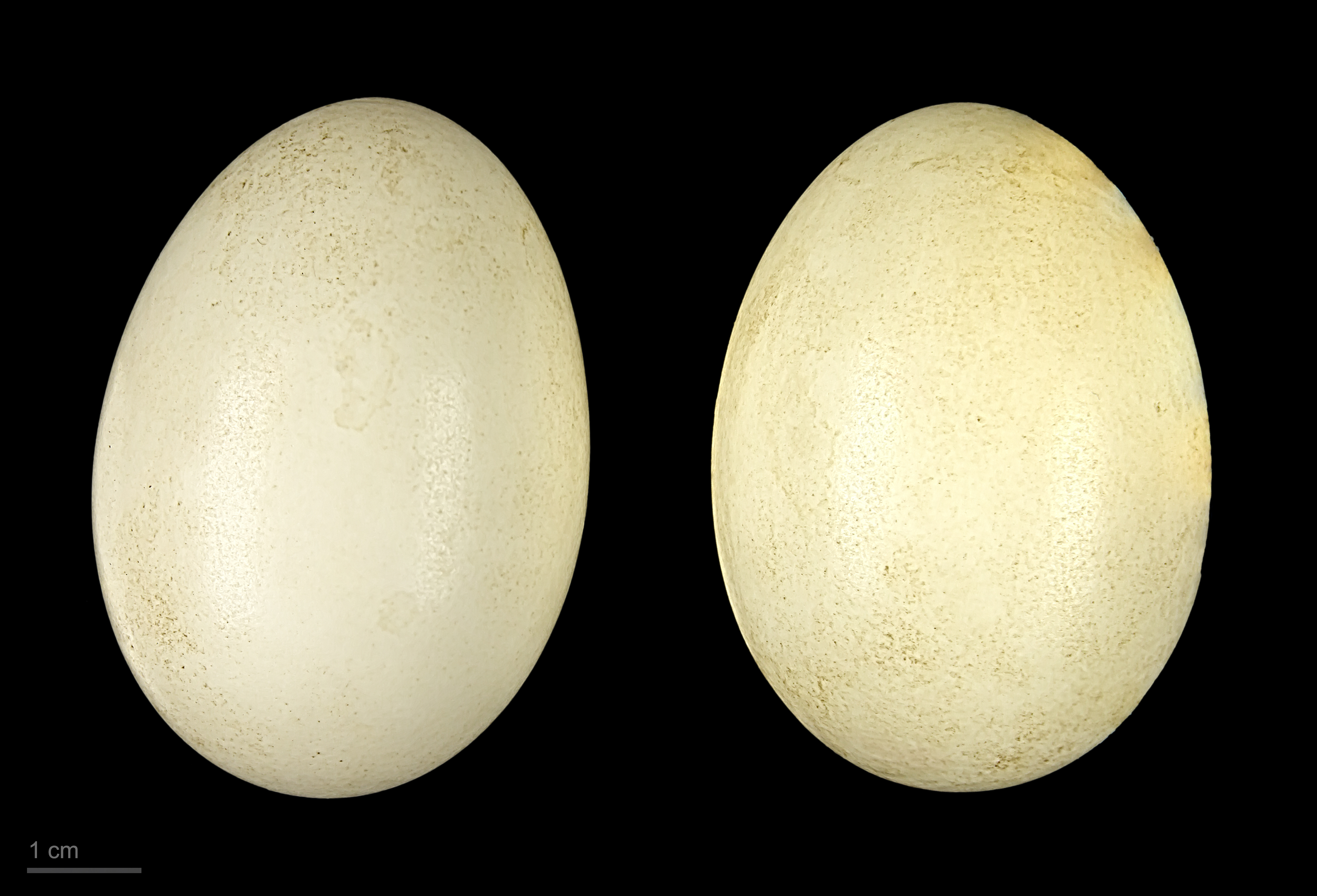
Mareca sibilatrix - MHNT

El pato overo, silbón overo (Perú) o pato real (Mareca sibilatrix) es una especie de ave anseriforme de la familia Anatidae propia de América del Sur. En la América tropical se conoce como pato real a la subespecie Cairina moschata sylvestris (Stephens, 1824), perteneciente a la misma familia Anatidae.

## Características
El largo total es de 43 a 54 cm. Los machos pesan en promedio 900 gramos, las hembras algo más pequeñas con un peso medio de 800 gramos. De colores generales negro por encima y blanco por debajo, se le suele reconocer por la mancha blanca en la cara, y por las franjas blancas en las alas mientras vuela.

## Distribución
Su distribución geográfica es el centro y sur de Argentina y Chile, hasta la isla Grande de Tierra del Fuego. En invierno migra hacia el norte llegando hasta Uruguay, Paraguay y el sur de Brasil. También se encuentra presente en las islas Malvinas.

## Comportamiento
Es un mal zambullidor, es buen volador y suele cambiar de lagunas con facilidad en busca de un mejor lugar. Es esquivo, es muy difícil acercársele, ya que nadan hacia el centro de la laguna o vuelan hacia la otra orilla aunque la persona aún se encuentre lejos de ellos. Se alimenta de vegetación acuática, y semillas.

### Hábitat
Habita en los lagos y ríos de poca corriente, prefiriendo las aguas profundas gran parte del tiempo. Ocupa hábitats desde el nivel del mar hasta los 1.200 metros de elevación. 

### Reproducción
Para anidar, elige sitios secos un poco alejados de la orilla, escondiendo el nido entre champas de pasto o cardos y forrados con plumillas. Pone de cinco a ocho huevos. La incubación tarda 26 días y es efectuada por la hembra. Nacidos los pichones, el padre integra la familia y los acompaña y defiende junto con la madre.

## Galería de imágenes

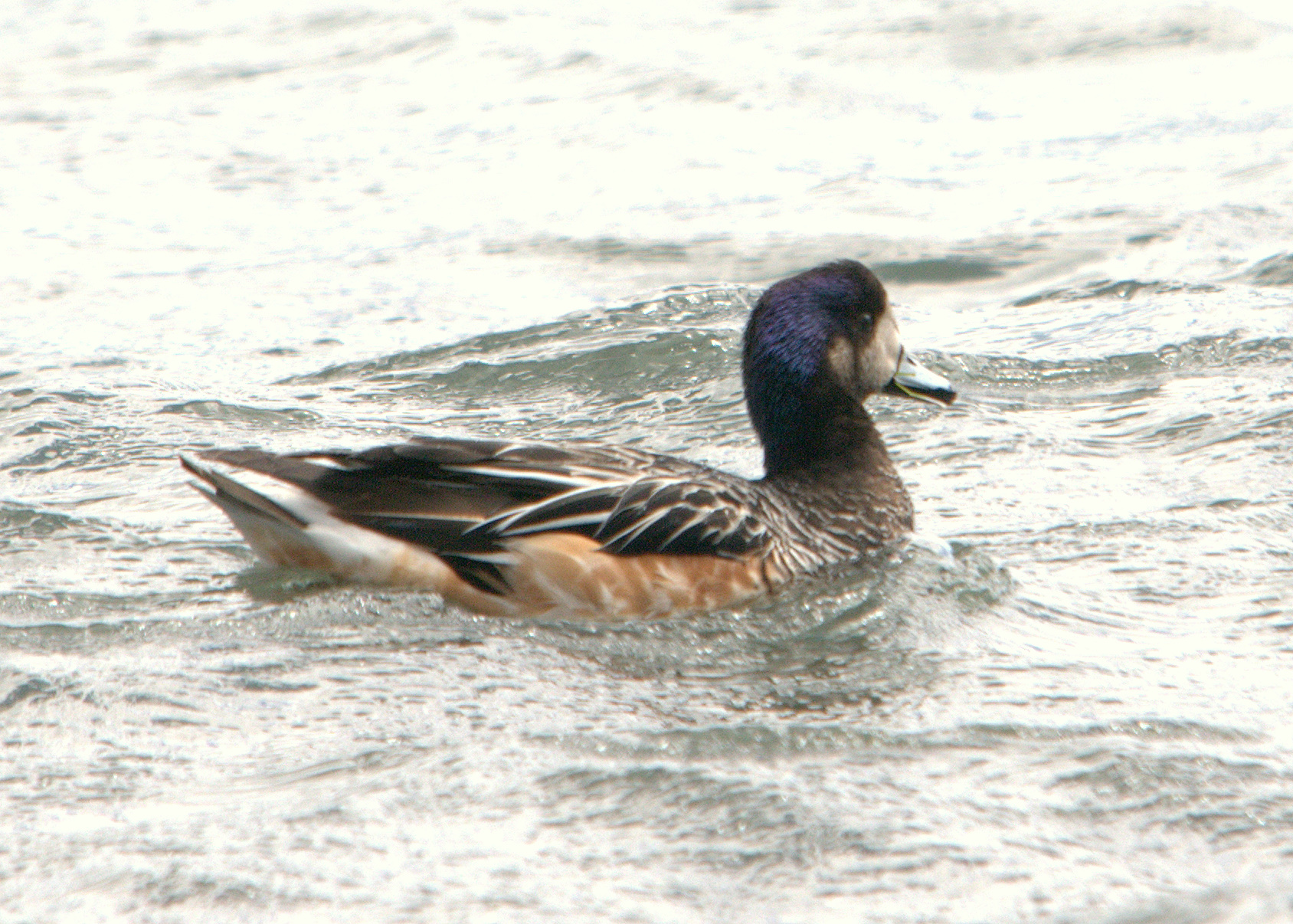
Puerto Natales
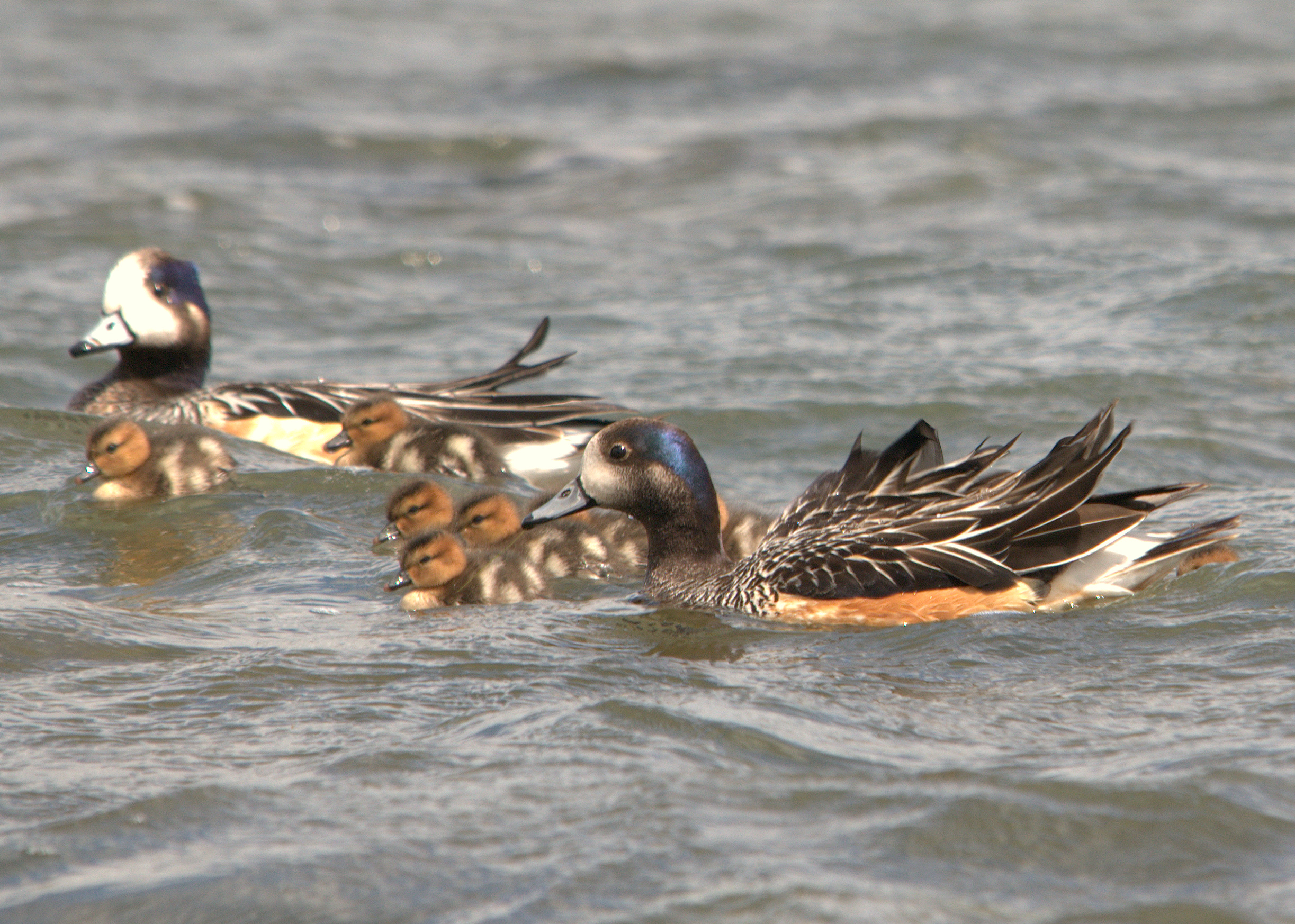
Puerto Natales
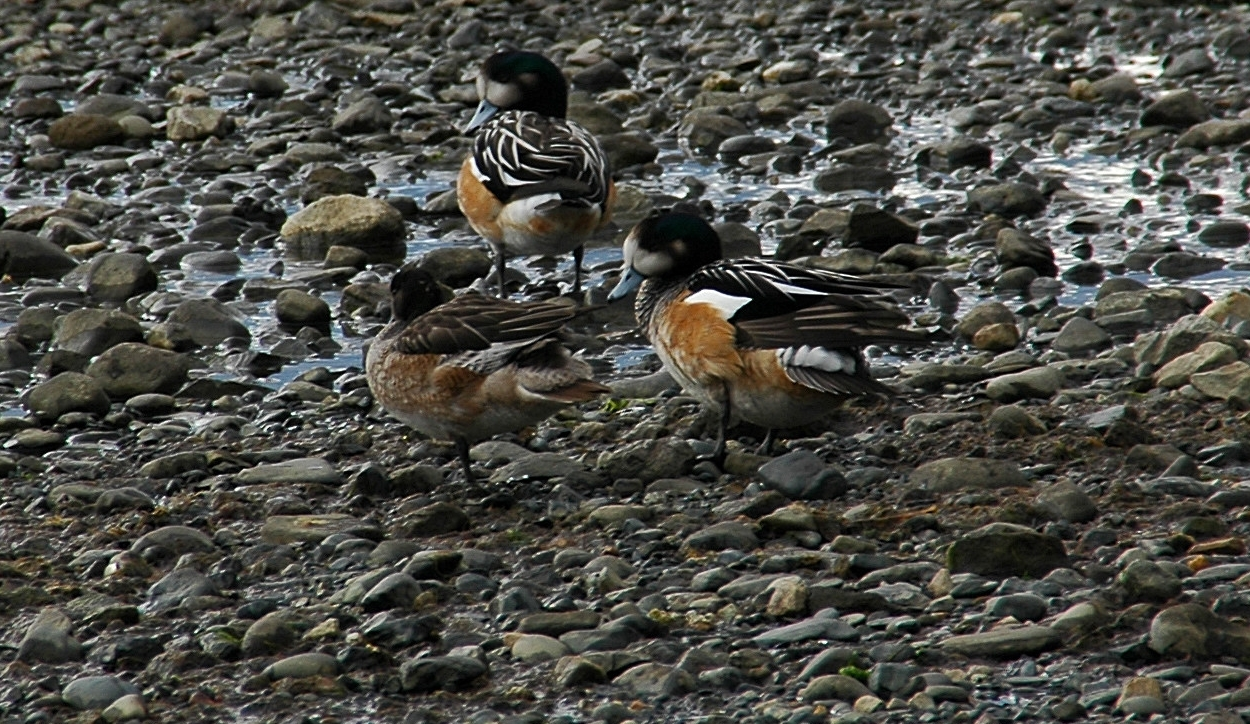
Pichones de Anas sibilatrix, Seno Ultima Esperanza
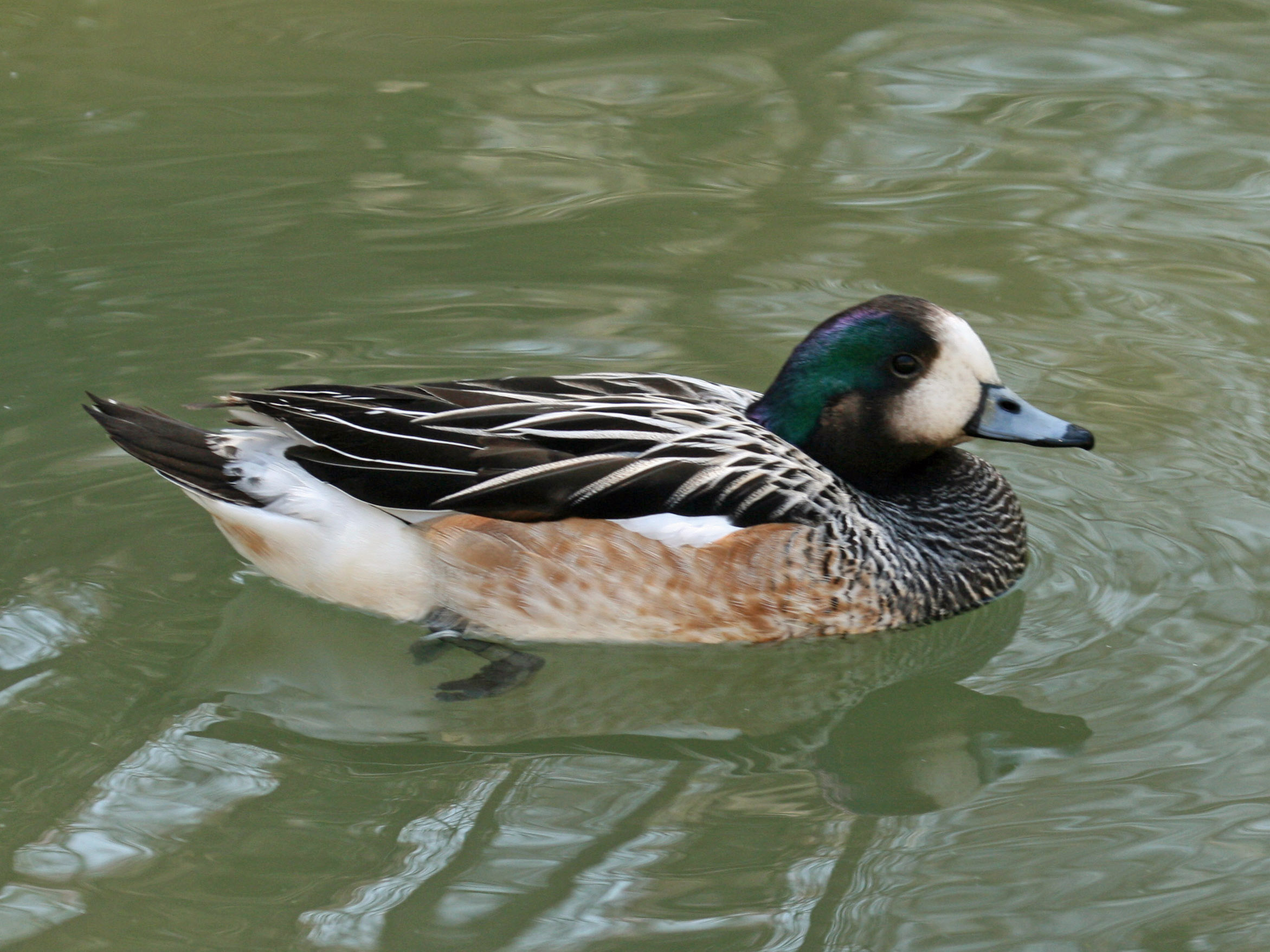
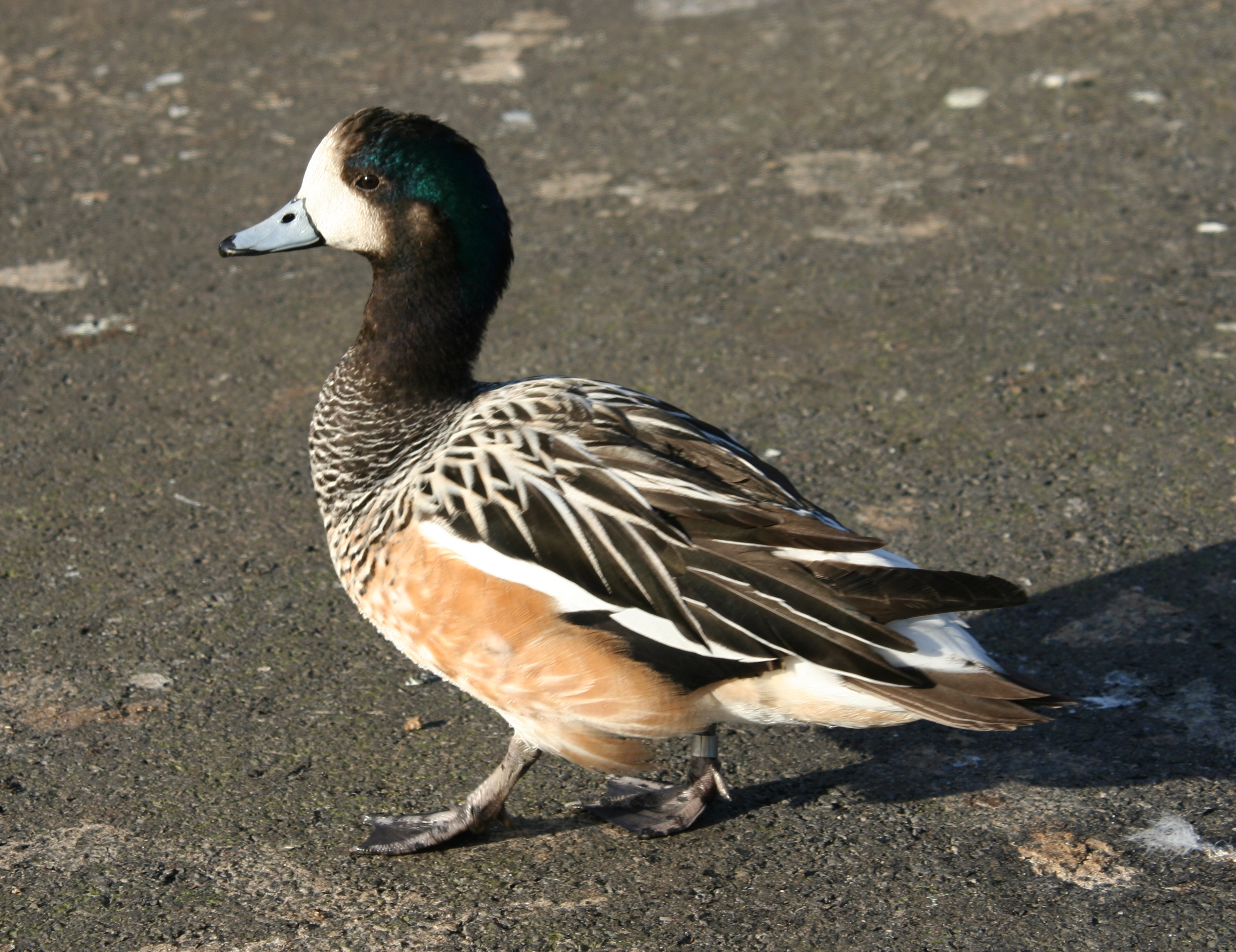
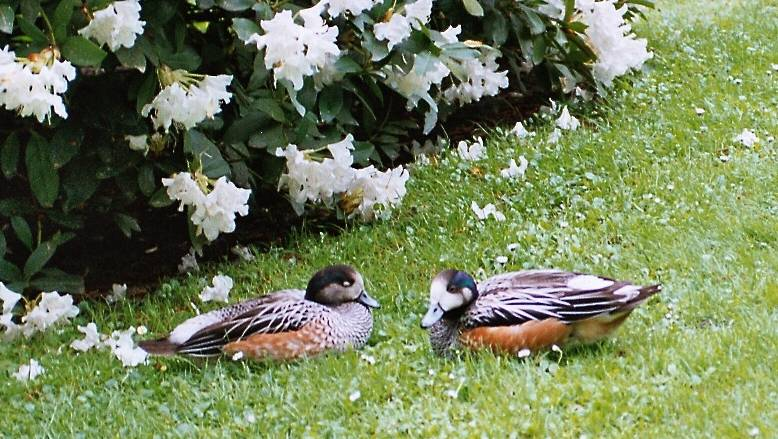
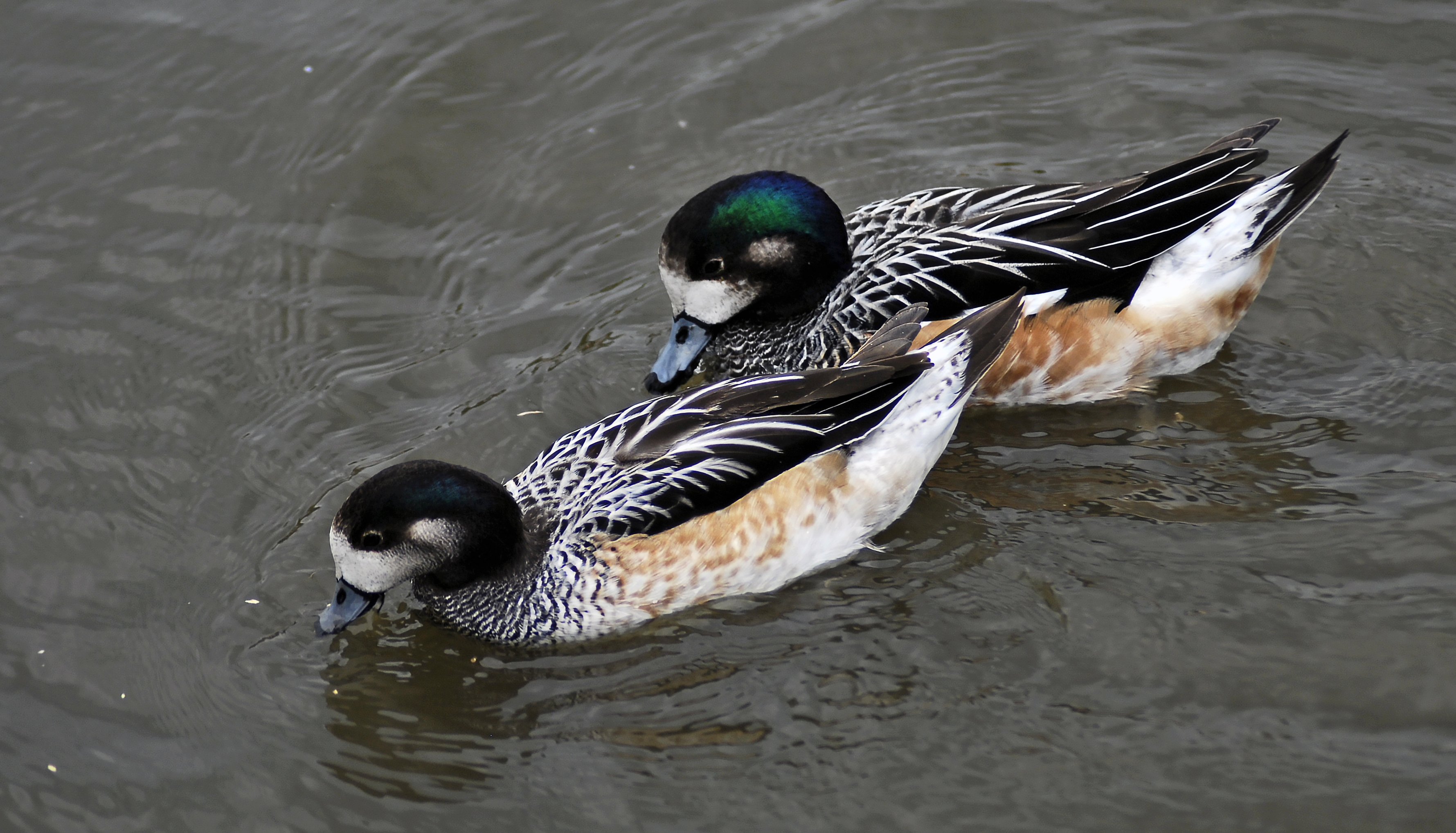
Hembra (frente) y macho (detrás)
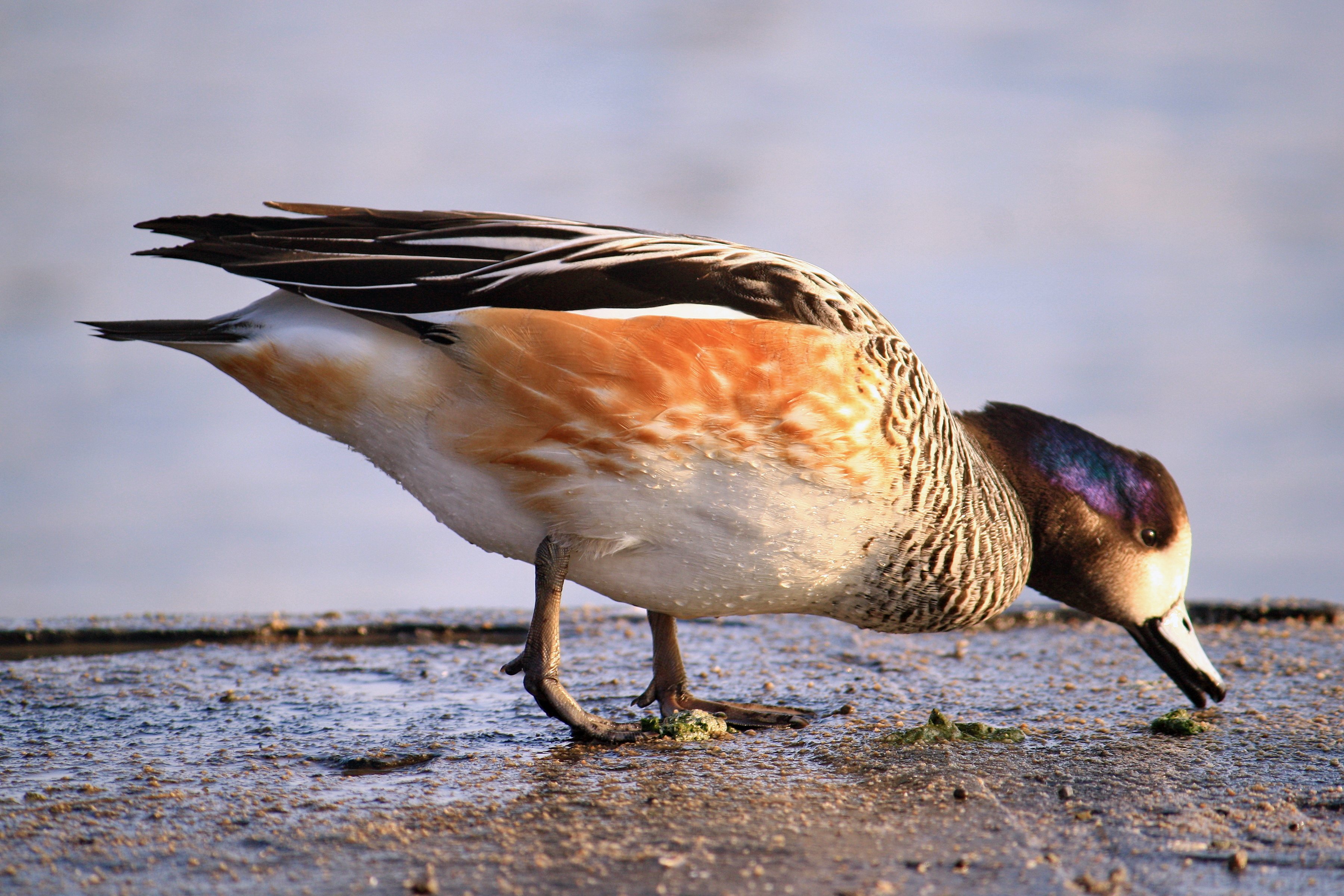
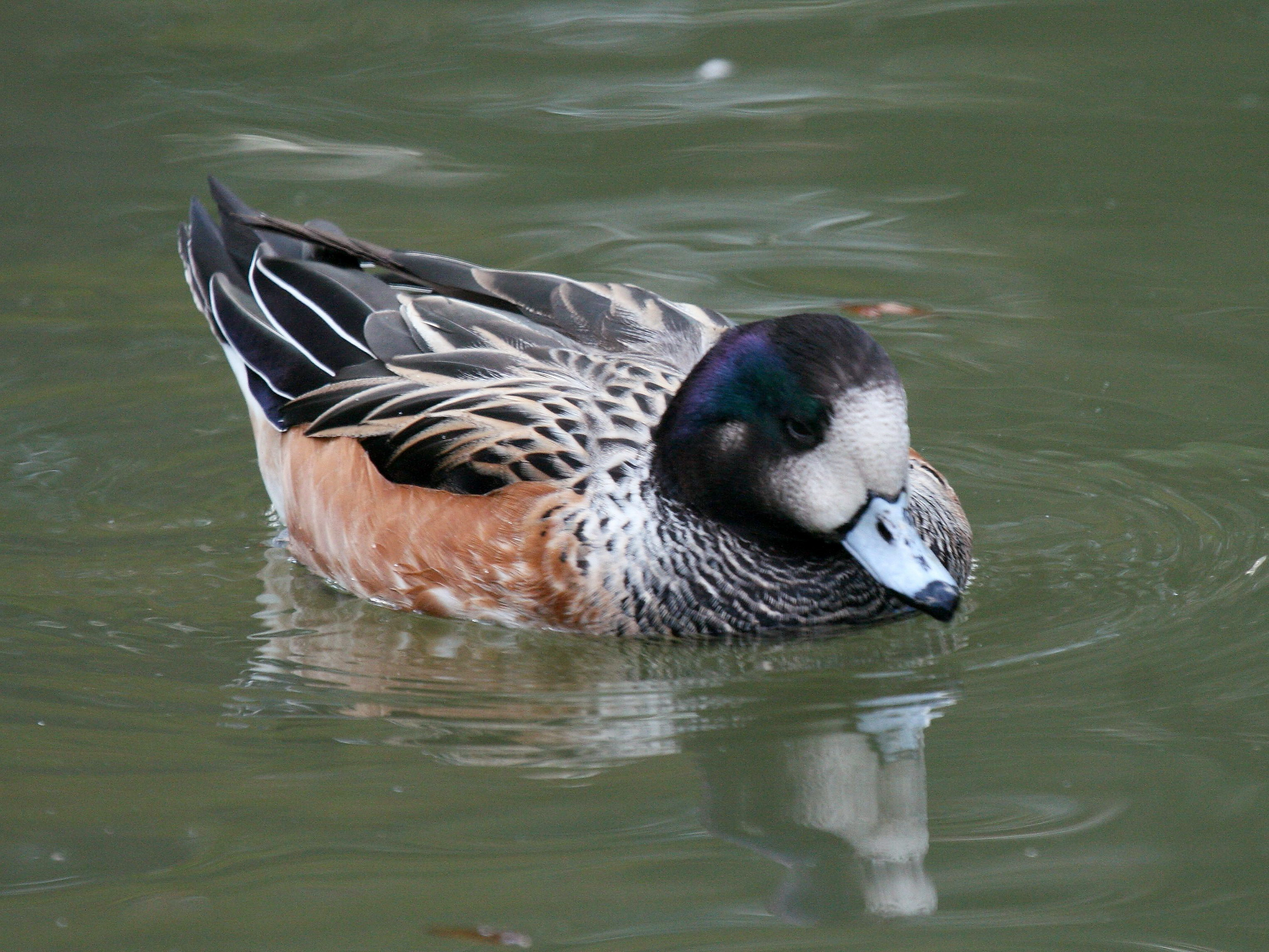